# Bit Corporation
Die Bit Corporation ist ein ehemaliger taiwanischer Computerspiele- und Konsolen-Hersteller.

## Spiele
Die Bit Corporation war eine der wenigen taiwanischen Firmen, die für die Spielkonsole Atari 2600 eigene Software entwarf, anstatt bestehende Werke zu portieren. Die Spiele wurden weltweit unter ihrem eigenen Namen oder unter dem Markennamen Puzzy veröffentlicht. Zu den veröffentlichten Spielen für das Atari 2600 gehörten Bobby geht nach Hause, Weltraum-Tunnel, Sesam, Öffne Dich, Der Postmann und Tanzende Teller. Die Spiele wurden in Deutschland bei dem Versandhändler Quelle GmbH verkauft. Die Firma stellte auch Spiele für das NES und die Famicom-Konsole her.

## Hardware
Die überwiegende Zahl der Konsolen, die die Bit Corporation herstellte, waren Klone von bestehenden Konsolen wie dem Atari 2600 oder Sega SG-1000. Die Firma stellte auch drei Heimcomputer her, den Bit-60, den Bit-70 und den Bit-90, die technisch auf der Atari-2600- und ColecoVision (Sega SC-3000) - Hardware aufsetzten und auf denen man die Cartridges der beiden Spielkonsolen auch spielen konnte. Bit Corp. war auch an der Handheld-Konsole Gamate beteiligt, die die erste selbstentwickelte taiwanische Handheld-Konsole war.